# Certifié conforme
Albums de IV My People
IV My People Zone
(2002)
Certifié conforme est le 1er album studio du collectif IV My People, sorti en 2000. On y retrouve Kool Shen, Zoxea, Salif et Serum, épaulés par Toy et Lord Kossity. En 2002, l'album sera récompensé d'un disque d'or pour plus de 100 000 exemplaires écoulés.

## Liste des titres
| 1.  | La famille est réunie (intro) | Sec.Undo |                                        | 1:10 |
| 2.  | Y paraît qu'le rap ça marche  | Sec.Undo | Serum                                  | 4:17 |
| 3.  | C'est chaud                   | Sec.Undo | Salif                                  | 3:18 |
| 4.  | C'est ça ma vie               | Madizm   | Salif                                  | 3:48 |
| 5.  | J'en pose une pour le IV      | Sec.Undo | Kool Shen, Lord Kossity, Salif & Zoxea | 4:20 |
| 6.  | United We Stand               | Madizm   | Kool Shen feat. Toy                    | 4:02 |
| 7.  | Démoscratchxion (Interlude)   | -        | DJ Demo                                | 1:45 |
| 8.  | C'est ça ma vie (Street Life) | Madizm   | Salif                                  | 3:27 |
| 9.  | Y refusent qu'on s'en sortent | Madizm   | Serum feat. Zoxea                      | 3:40 |
| 10. | Protège-toi (Outro)           | Madizm   | -                                      | 1:44 |

| 1.  | La famille est réunie (intro)                     | Sec.Undo         |                                        | 1:10 |
| 2.  | Y paraît qu'le rap ça marche                      | Sec.Undo         | Serum                                  | 4:17 |
| 3.  | C'est chaud                                       | Sec.Undo         | Salif                                  | 3:18 |
| 4.  | C'est ça ma vie                                   | Madizm           | Salif                                  | 3:48 |
| 5.  | J'en pose une pour le IV                          | Sec.Undo         | Kool Shen, Lord Kossity, Salif & Zoxea | 4:20 |
| 6.  | United We Stand                                   | Madizm           | Kool Shen feat. Toy                    | 4:02 |
| 7.  | Démoscratchxion (Interlude)                       | -                | DJ Demo                                | 1:45 |
| 8.  | Rap et drogue                                     | n/a              | Salif & Zoxea                          | 4:13 |
| 9.  | Rien à prouver                                    | Madizm           | Serum                                  | 3:52 |
| 10. | Présent tant qu'mes gars en veulent (ouais ouais) | Madizm           | Kool Shen & Zoxea                      | 3:28 |
| 11. | Eenie, Meenie, Miny, Mo                           | Sec.Undo, Madizm | Salif feat. Lord Kossity               | 3:36 |
| 12. | C'est ça ma vie (Street Life)                     | Madizm           | Salif                                  | 3:27 |
| 13. | Y refusent qu'on s'en sortent                     | Madizm           | Serum feat. Zoxea                      | 3:40 |
| 14. | Protège-toi (Outro)                               | Madizm           | -                                      | 1:44 |

## Samples
J'en pose une pour le IV contient un sample de Ripped Open by Metal Explosions (Alternate Version) de Galt MacDermot

## Classements
| Pays   | Meilleure position | Semaines classées |
| ------ | ------------------ | ----------------- |
| France | 10                 | 15                |